# Latakia (gouvernement)
Latakia (Arabisch: اللاذقية) is een gouvernement in Syrië met een bevolking van 943.000.

## Districten
- Al-Haffah (hoofdplaats Al-Haffah)
- Jableh
- Latakia
- Qardaha

Al-Hasakah · Aleppo · Damascus · Deir ez-Zor · Dera · Hama · Homs · Idlib · Latakia · Quneitra · Raqqa · Rif Dimashq · As-Suwayda · Tartous